# Рамно
Рамно (мкд. Рамно) је насеље у Северној Македонији, у североисточном делу државе. Рамно припада општини Старо Нагоричане.

## Географија
Рамно је смештено у североисточном делу Северне Македоније, близу државне границе са Србијом (3 km). Од најближег града, Куманова, село је удаљено 22 km североисточно.
Село Рамно се налази у историјској области Средорек, на висовима планина Козјак и Германске планине, на око 900 метара надморске висине.
Месна клима је планинска због знатне надморске висине.

## Становништво
Рамно је према последњем попису из 2002. године имало 21 становника.
Огромна већина становништва у насељу су етнички Македонци (95%).
Претежна вероисповест месног становништва је православље.